# Eric Johnson
Eric Johnson (Austin, Teksas, 17. kolovoza 1954.), američki je gitarist.
Najpoznatiji je po svom uspjehu u instrumentalnom rock stilu u kojeg Johnson redovno uključuje jazz, fusion, new age, country i western elemente u svojim snimkama.
Časopis 'Guitar Player', proziva Johnsona "Jednim od najpoštovanijih gitarista na svijetu". Johnsonove kompozicije koje svira nisu samo instrumentalne već on na njima pjeva i svira glasovir.
Johnsonova stilska raznolikost i tehnička vještina, koja je nadaleko poznata, dobila je priznanje mnogih umjetnika kao što su Carlos Santana, Eric Clapton, Allan Holdsworth, Larry Carlton, Steve Morse, Billy Gibbons, Johnny Winter, Jeff Baxter, Prince, B. B. King, Rusty Burns, Joe Satriani i Stevie Ray Vaughan. Vrlo dobre kritike dobiva za album Ah Via Musicom iz 1990. godine, koji postiže platinastu prodaju. Za singl "Cliffs of Dover" 1991. godine dobiva nagradu 'Grammy' u kategoriji "najbolja instrumentalna rock izvedba".

## Diskografija

### Samostalni albumi
- Seven Worlds (1978.) (reizdanje, 1998.)
- Tones (1986.)
- Ah Via Musicom (1990.)
- Venus Isle (1996.)
- Souvenir (2002.)
- Bloom (2005.)
- Live from Austin, TX (2005.)

## Singlovi na kojima je svirao
- Mariani (1970.) Skladbe "Re-Birth Day" i "Memories Lost and Found" - Sonobeat 118
- Jay Aaron Podolnick (1975.) Skladba "Coming In Out Of The Rain"
- Christopher Cross (1976.) Skladbe "It's All With You" i "Talkin' About Her" - Starburst ARC
- Bill Maddox - Project Terror (1976.) Skladbe "In Memory of Buda" i "Thermal Underwear" - E. G. Records
- Bill Colbert (1982.) Skladbe "That Rider Down" i "Mama's Little Baby" - Texas Re-Cord Co
- Cliffs of Dover: Flexidisc (snimljeno 31. srpnja 1984. uživo u Austin City Limitsu) - 1986., Guitar Player Magazine Soundpage

## Nagrade i top ljestvica
- Albumi:
  - 1991. - Ah Via Musicom (album) - Nagrada 'Grammy' - Najbolji rock instrumental (Nominacija)
  - 1991. - Ah Via Musicom (album) - Billboard časopis - The Billboard 200 - (#67)
  - 2006. - Bloom (album) - Nagrada 'Grammy' - Najbolji pop instrumental (Nominacija)
- Skladbe:
  - 1987. - "Zap" - (s albuma Tones) - Nagrada 'Grammy' - Najbolji rock instrumental (Nominacija)
  - 1990. - "Cliffs of Dover" - (s albuma Ah Via Musicom) - Mainstream Rock Tracks - (#5)
  - 1990. - "High Landrons" - (s albuma Ah Via Musicom) - Mainstream Rock Tracks - (#31)
  - 1991. - "Righteous" - (s albuma Ah Via Musicom) - Mainstream Rock Tracks - (#8)
  - 1991. - "Trademark" - (s albuma Ah Via Musicom) - Mainstream Rock Tracks - (#7)
  - 1992. - "Cliffs of Dover" - (s albuma Ah Via Musicom) - Nagrada 'Grammy' - pobjeda - Najbolja rock instrumentalna izvedba
  - 1997. - "Pavilion" - (s albuma Venus Isle) - Nagrada 'Grammy' - Najbolji rock instrumental (Nominacija)
  - 1998. - "S.R.V." - (s albuma Venus Isle) - Nagrada Grammy - Najbolji rock instrumental (Nominacija)
  - 2002 - "Rain" (s albuma Live and Beyond) - Nagrada 'Grammy' - Najbolji pop instrumental (Nominacija)

## Vanjske poveznice
- Službene stranice Erica Johnsona
- Službene stranice Erica Johnsona na MySpaceu